# 7.65x25mmボルヒャルト弾
7.65x25mm ボーチャード弾 (7.65x25mm Borchardt) はドイツのヒューゴ・ボーチャードによって1890年代に設計された拳銃弾である。

## 概要
主にボーチャードピストルで使用された。
マウザーC96ピストル用の7.63x25mmマウザー弾はこのボーチャード弾を元に開発されたもので、各部の寸法はほぼ同じだが強力な発射薬を使用し初速が高められている（そのためボーチャードピストルでマウザー弾を発射することは安全ではない）。また、7.65x21mmパラベラム弾、9x19mmパラベラム弾、7.62x25mmトカレフ弾の開発の参考にもされた。